# Bataille d'Idstedt
Première guerre de Schleswig
Batailles
Bov, Schleswig (en), Idstedt, Heligoland
La bataille d'Idstedt (en danois : Slaget på Isted Hede ; en allemand : Die Schlacht bei Idstedt) a eu lieu le 25 juillet 1850 près du village d'Idstedt (en danois : Isted), dans l'actuel Schleswig-Holstein, en Allemagne. Elle s'est déroulée lors de la première guerre de Schleswig et constitue la plus grande bataille de l'histoire danoise. Il s'agit d'une des batailles qui a été couverte par le correspondant de guerre, William Howard Russell, du magazine anglais The Times.

## Contexte
La paix entre le Danemark et la Confédération germanique est signée à Berlin le 2 juillet 1850 mais les insurgés du Schleswig-Holstein sous commandement prussien ne désarment pas et se retrouvent isolés. La campagne commence lorsque les rebelles prennent position dans une zone au nord-ouest de la ville de Schleswig, à Idstedt, où ils construisent un certain nombre de fortifications pour attendre les Danois. Le 23 juillet, ces derniers décident d'attaquer les positions du Schleswig-Holstein et se mettent à avancer.

## Forces en présence
L'armée danoise, commandée par le général Gerhard Christoph von Krogh (en), est avec ses 37 000 hommes environ numériquement supérieure. Le général prussien commandant l'armée des insurgés du Schleswig-Holstein, Karl Wilhelm von Willisen, n'aligne qu'environ 27 000 hommes, mais a l'avantage d'une solide position défensive. 
Le consul général britannique à Hambourg, le colonel G.L. Hodges, a estimé, avant la bataille, que l'armée du Schleswig-Holstein était supérieure à l'armée danoise par son l'équipement et du fait de la grande expérience de son commandant en chef, mais d'un autre côté, que les soldats danois étaient plus disciplinés et avaient un meilleur moral.

## Déroulement
La bataille proprement dite commence dans la nuit du 24 au 25 juillet, lorsque la force principale danoise, qui a poursuivi son avancée commencée le 23, investit les zones de Bøgmose (da), au nord du lac Idstedt, et de Grydeskov (da) entre le lac Idstedt et Langsø, où se livrent alors de furieux combats, tôt le matin, avec des avancées et des reculs successifs. Plus à l'est, les forces danoises qui avancent se battent contre une avant-garde du Schleswig-Holstein dans la région située entre Böklund et Nørre Farensted. Dans cette zone, les troupes du Schleswig-Holstein sont rejetées et se replient sur Vedelspang.
Ce matin-là, le temps change subitement. La chaleur et le soleil laissent la place à de la brume et des pluies torrentielles, ce qui empêche les commandants des deux armées de se faire une vue d'ensemble du champ de bataille. 
Peu après 5 h du matin, deux brigades du Schleswig-Holstein lancent une contre-attaque, d'abord contre le village de Stolk et vers 6 h vers le village d'Idstedt. Dans ce village, les combats se déroulent de maison en maison et le major général danois Friderich Adolph Schleppegrell est tué d'une balle dans la tête. Après un début de retraite, les forces danoises réussissent vers 7 h 45 à reprendre le contrôle de la zone avec le déploiement de la réserve de la division.
Vers midi, le général von Krogh ordonne une nouvelle attaque de l'infanterie danoise sans couverture d'artillerie préparatoire ni charge de cavalerie. Par chance pour lui, l'artillerie du Schleswig-Holstein est en train de se replier ce qui permet aux troupes danoises d'avancer jusqu'au sud de la ville d'Idstedt sans rencontrer de résistance majeure. Vers 14 h 15, une brigade de cavalerie danoise charge au centre du champ de bataille et après une furieuse résistance, le centre de l'armée du Schleswig-Holstein cède, entraînant son aile droite.
En fin d'après-midi, les Danois atteignent Schuby puis la ville de Schleswig. L'armée du Schleswig-Holstein se retirent du champ de bataille et la bataille est terminée.

## Bilan et conséquences

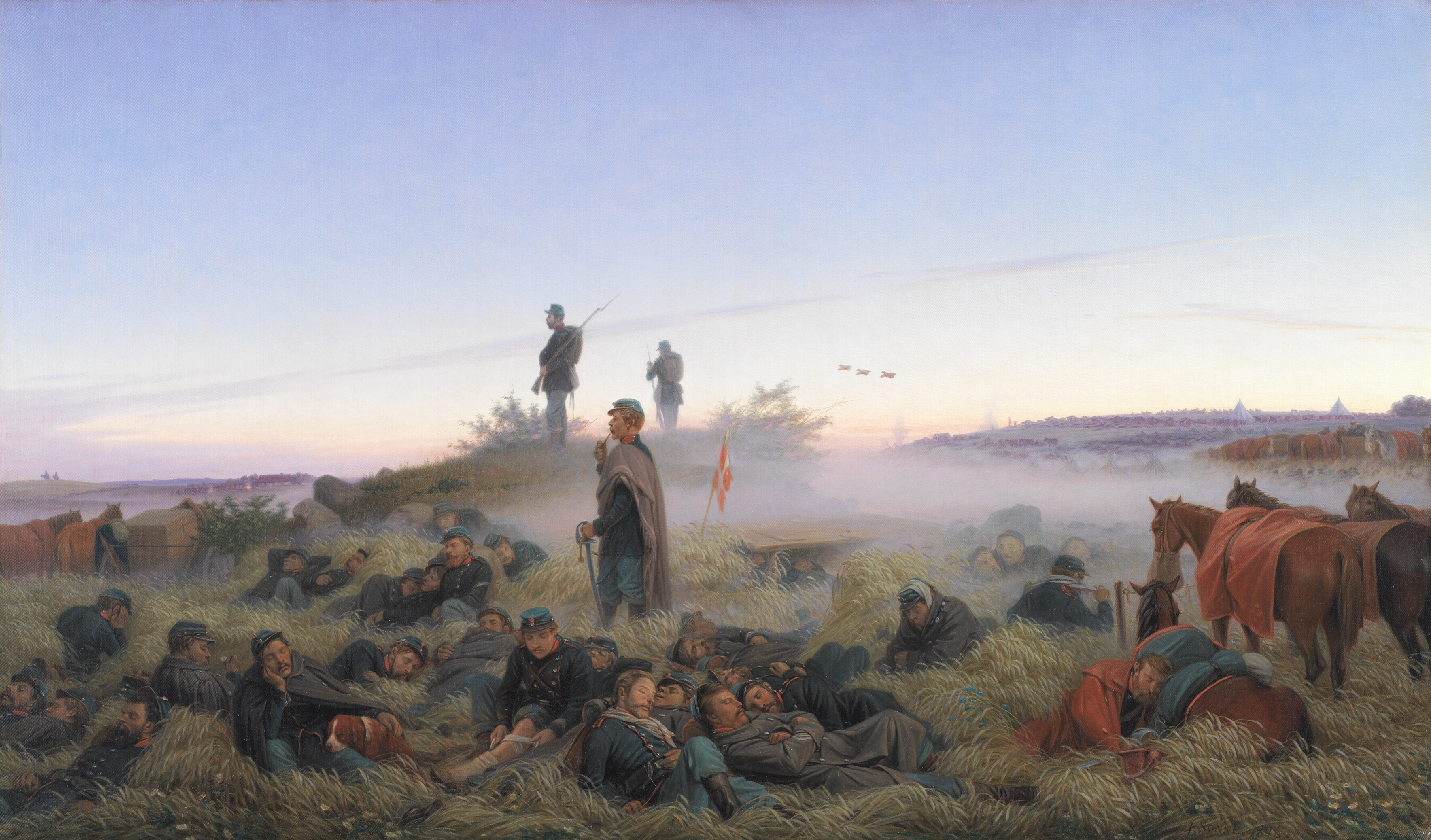
Le matin après la bataille d'Isted, 25 juillet 1850, par Jørgen V. Sonne (1876).

La victoire danoise à Idstedt n'a pas été la victoire décisive que le haut commandement danois avait espéré et les pertes danoises ont dépassé celles du Schleswig-Holstein. Alors qu'elle est vaincue, l'armée du Schleswig-Holstein s'est échappée pour combattre plus tard. En septembre, les insurgés lanceront une attaque à Missunde, qui sera repoussée par les Danois. En octobre, les Danois réussiront à déjouer le siège de Friedrichstadt, mais échoueront encore une fois à vaincre l'armée du Schleswig-Holstein. La guerre rentrera alors dans une accalmie jusqu'en janvier 1851, lorsque les grandes puissances feront finalement pression sur les deux parties pour mettre fin à la guerre, et le gouvernement provisoire du Schleswig-Holstein et son armée seront dissous.

## Cartes
| - Localisation d'Idstedt en Allemagne En gris sombre : le Danemark - Idstedt en 1850 |